# ¿Los piolas no se casan…?
 ¿Los piolas no se casan…? es una película de Argentina filmada en Eastmancolor dirigida por Enrique Cahen Salaberry según su propio guion escrito en colaboración con Norberto Aroldi que se estrenó el 14 de mayo de 1981 y que tuvo como actores principales a  Santiago Bal, Tristán, Darío Víttori y Stella Maris Lanzani.
La historia gira en torno a Bebe (Santiago Bal) y Cacho (Tristan), dos típicos muchachos de barrio que viven diferentes desventuras en su constante búsqueda de conquistar mujeres. Bebe es medio chanta y cree sabérselas todas, mientras que Cacho es más tímido y enamoradizo. Inesperadamente Bebe se encuentra ante una relación que avanza más rápido de lo que pensaba, y por eso decide pedirle algunos consejos a su pícaro vecino, Don Carmelo (Darío Vittori), un veterano punguista quien está en pareja con una bella mujer bastante más joven. 
Así la trama va transcurriendo entre enredos, supuestas infidelidades y un inminente casamiento que nadie esperaba. Todo esto acontece en un típico verano porteño de comienzos de la década de los 80.

## Reparto
Participaron en el filme los siguientes intérpretes:
- Santiago Bal …Remigio de Bagliatti "Bebe"
- Tristán …Cacho
- Darío Víttori …Don Carmelo
- Stella Maris Lanzani …Yolanda "Yoly" Piro
- Naanim Timoyko ... Mirta
- Luis Tasca ... Don Juan
- Nelly Láinez ...Madrina
- Marisa Herrero ... Doña Antonia
- Joaquín Piñón
- Gloria Necon
- Cayetano Biondo
- Ernesto Nogués
- Jacky Cahen Salaberry
- Gustavo Segal
- Cristina Zárate
- León Sarthié
- Iván Legau
- Amanda Beitía
- Giancarlo Arena
- Rubén Villar
- Daniel Elizalde
- Los Bárbaros
- Juan Carlos Calabró …Taxista

## Comentarios
La Prensa escribió:

«Los distintos rubros técnicos han sido cubiertos con el mismo tono de discreción que caracteriza al film.»

Herbert Posse Amorim en Diario Popular opinó:

«Comedia brillante, pícara y con muy buen contenido. No se la pierda, la va a pasar muy bien.»

Manrupe y Portela escriben:

«Ya no remake sinó autoplagio de Lo prohibido está de moda sin aportar nada nuevo, sino todo lo contrario.»